# Vlasta Vrana
Vlasta Vrana (Norvegia, 1950) è un attore norvegese naturalizzato canadese.

## Biografia
Nato in Norvegia da genitori cechi, si trasferì in Canada all'età di 4 anni.

## Filmografia parziale

### Cinema
- Il demone sotto la pelle (Shivers), regia di  David Cronenberg (1975)
- Blue Bell (Breaking All the Rules), regia di James Orr (1985)
- Brainscan - Il gioco della morte (Brainscan), regia di John Flynn (1994)
- The Ultimate Weapon, regia di Jon Cassar (1998)
- Grey Owl - Gufo grigio (Grey Owl), regia di Richard Attenborough (1999)
- La macchia umana (The Human Stain), regia di Robert Benton (2003)
- Secret Window, regia di David Koepp (2004)
- The Day After Tomorrow - L'alba del giorno dopo (The Day After Tomorrow), regia di Roland Emmerich (2004)
- Upside Down, regia di Juan Solanas (2012)
- Red 2, regia di Dean Parisot (2013)
- Race - Il colore della vittoria (Race), regia di Stephen Hopkins (2016)

### Televisione
- The Legend of Sleepy Hollow, regia di Pierre Gang – film TV (1999)
- Un matrimonio molto particolare (I Me Wed), regia di Craig Pryce – film TV (2007)
- La verità sul caso Harry Quebert ( (The Truth About the Harry Quebert Affair) – miniserie TV (2018)
- Asta di Natale (Swept Up by Christmas), regia di Philippe Gagnon (2019)

## Doppiatori italiani
Nelle versioni in italiano delle opere in cui ha recitato, Vlasta Vrana è stato doppiato da:
- Bruno Alessandro in The Legend of Sleepy Hollow, Upside Down, La verità sul caso Harry Quebert
- Vittorio Di Prima in Grey Owl - Gufo grigio
- Wladimiro Grana in The Day After Tomorrow - L'alba del giorno dopo
- Michele Gammino in Red 2
- Franco Zucca in Race - Il colore della vittoria
- Giovanni Petrucci in Asta di Natale
- Antonio Sanna in Transplant

Da doppiatore è stato sostituito da:
- Alex Poli in Deus Ex: Human Revolution
- Gianni Gaude in Assassin's Creed: Revelations
- Leonardo Gajo in Assassin's Creed III
- Domenico Brioschi in Deus Ex: Mankind Divided
- Bruno Slaviero in Assassin's Creed: Origins
- Mario Scarabelli in Outriders
- Mario Zucca in Spookley la zucca quadrata: Natale con i gattini